# Sainte-Colombe (Ille-et-Vilaine)
Sainte-Colombe (bretonisch: Santez-Koulm, Gallo: Saentt-Cólonbb-an-la-Méy) ist eine französische Gemeinde mit 364 Einwohnern (Stand: 1. Januar 2022) im Département Ille-et-Vilaine in der Region Bretagne; sie gehört zum Arrondissement Fougères-Vitré und zum Kanton La Guerche-de-Bretagne. Die Einwohner werden Colombins genannt.

## Geographie
Die Gemeinde Sainte-Colombe liegt etwa 29 Kilometer südsüdöstlich von Rennes. Umgeben wird Sainte-Colombe von den Nachbargemeinden Janzé im Nordwesten und Norden, Le Theil-de-Bretagne im Norden und Osten, Coësmes im Südosten und Süden sowie La Couyère im Westen.

## Bevölkerungsentwicklung
| Jahr          | 1962 | 1968 | 1975 | 1982 | 1990 | 1999 | 2006 | 2013 | 2020 |
| Einwohner     | 307  | 296  | 277  | 276  | 262  | 272  | 300  | 316  | 356  |
| Quelle: INSEE |      |      |      |      |      |      |      |      |      |

## Sehenswürdigkeiten
- Kirche Sainte-Colombe mit Ursprüngen aus dem 15. Jahrhundert
- Wasserturm

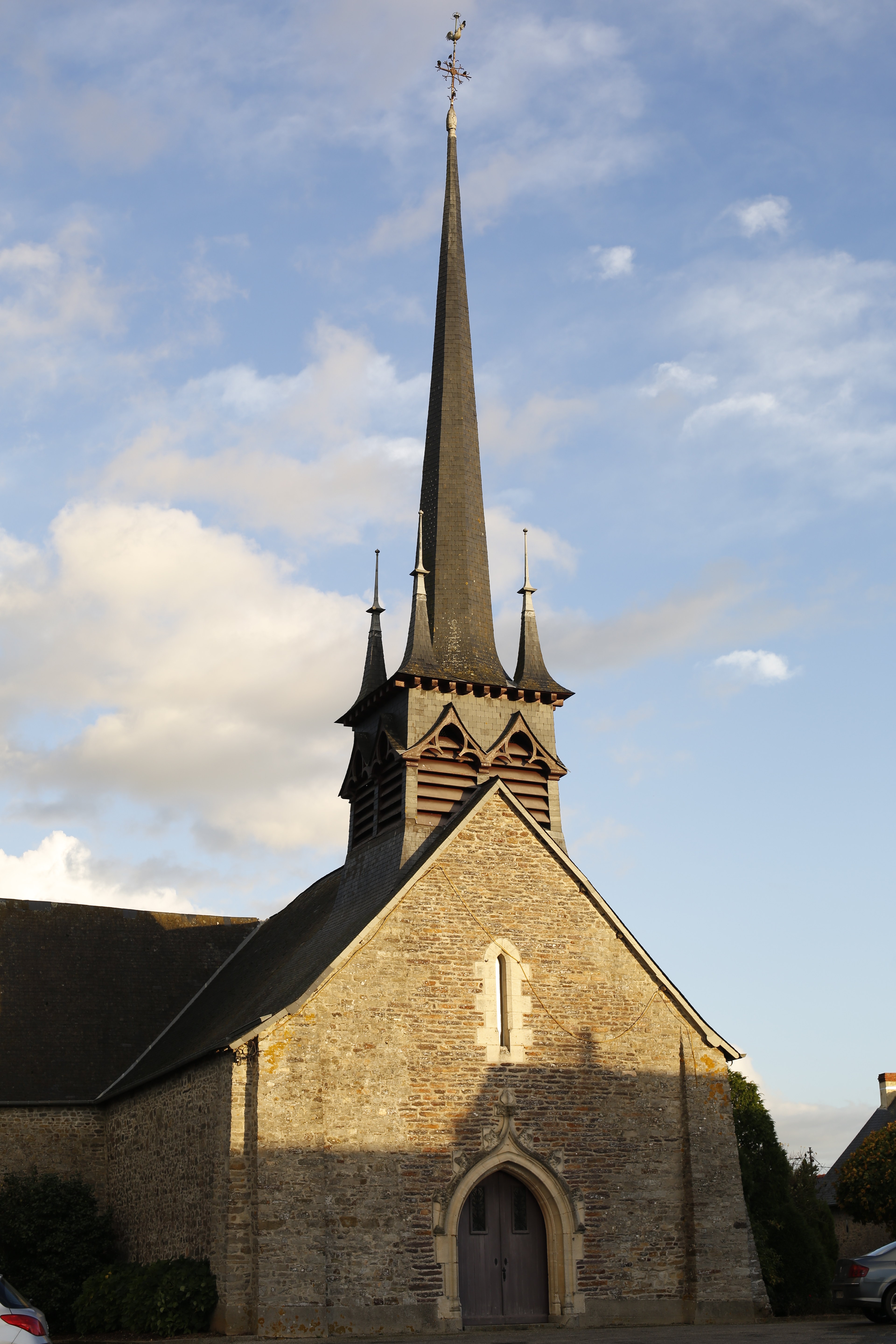
Kirche Sainte-Colombe
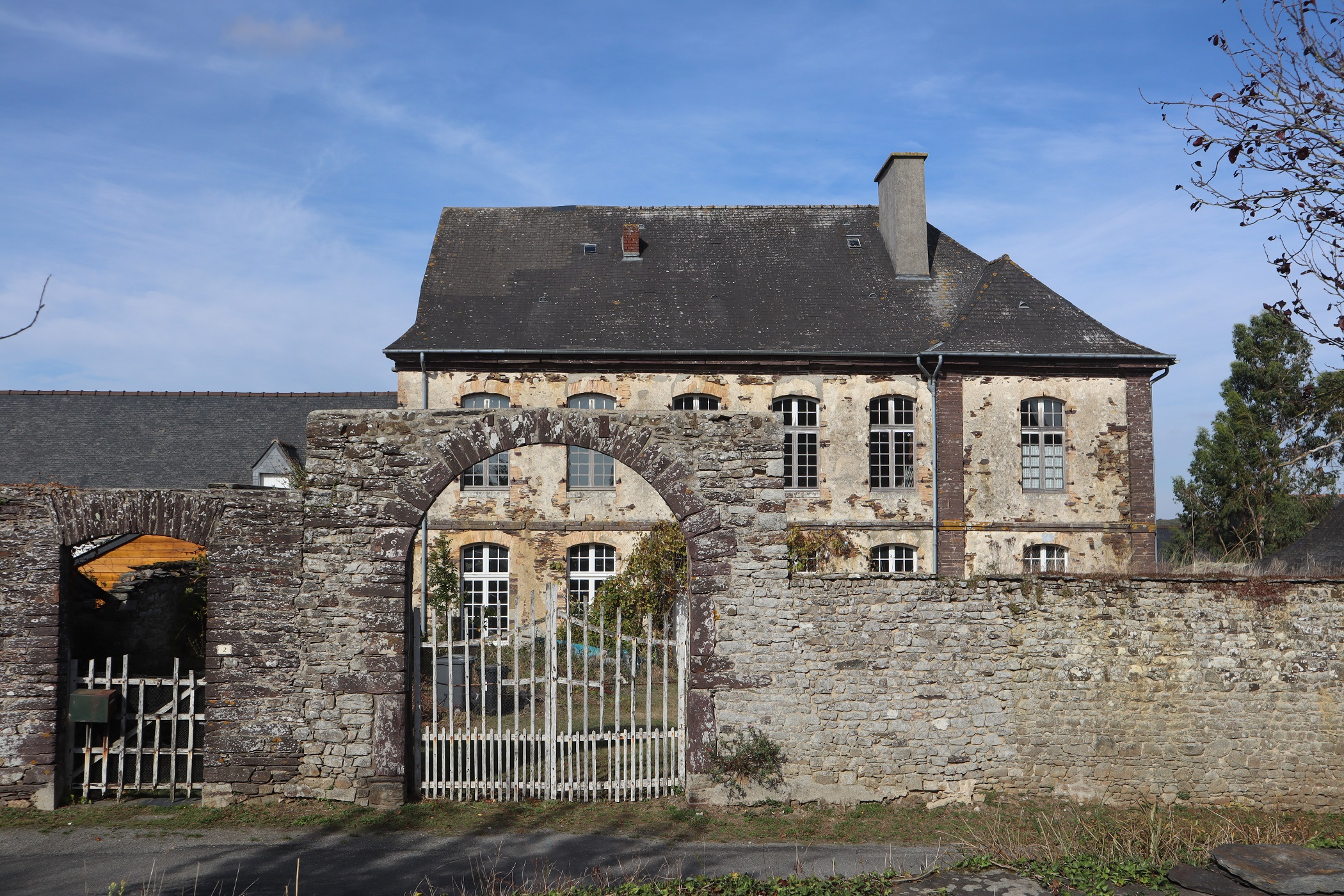
Herrenhaus Les Sortoires
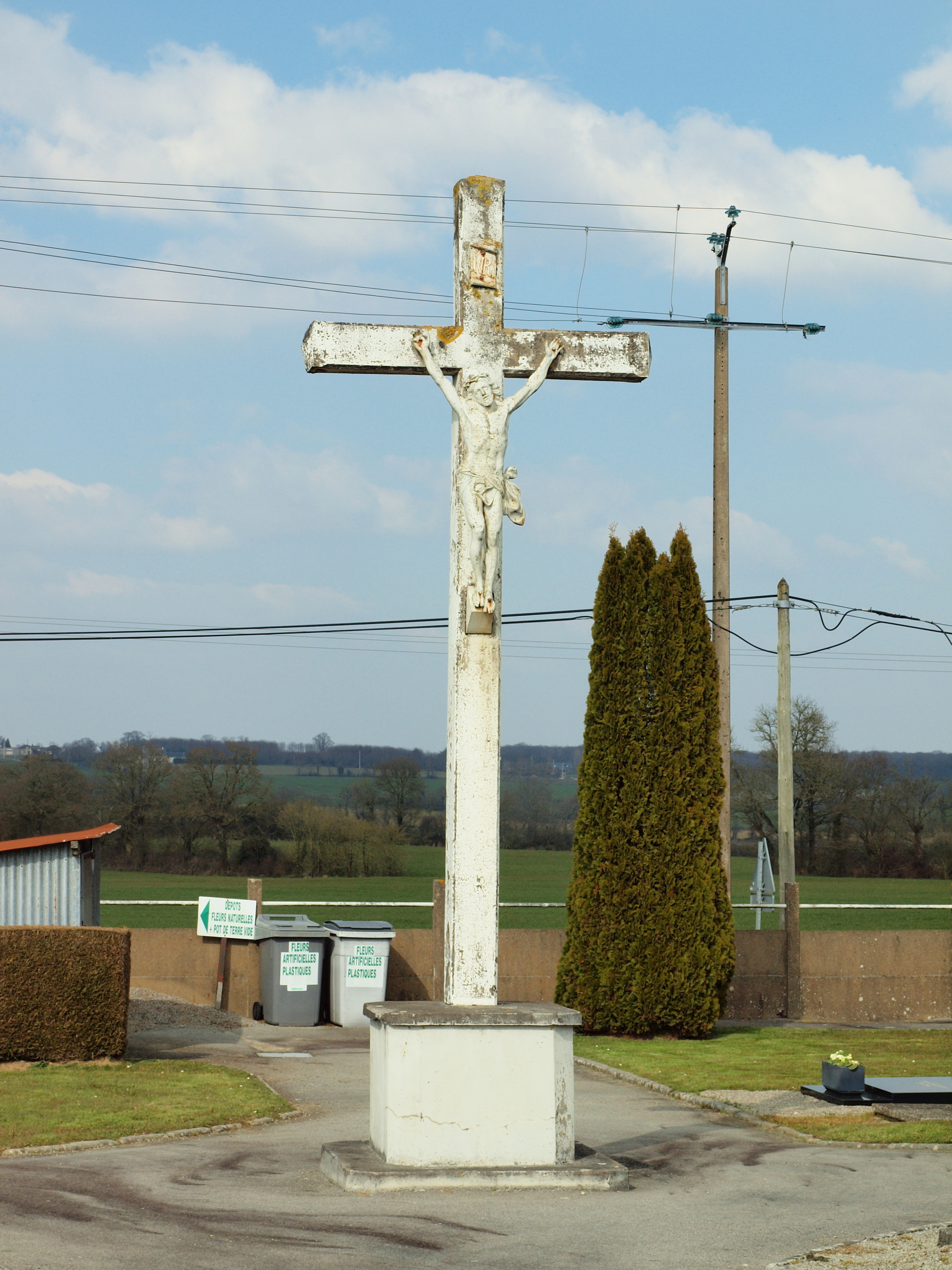
Monumentalkreuz am Friedhof
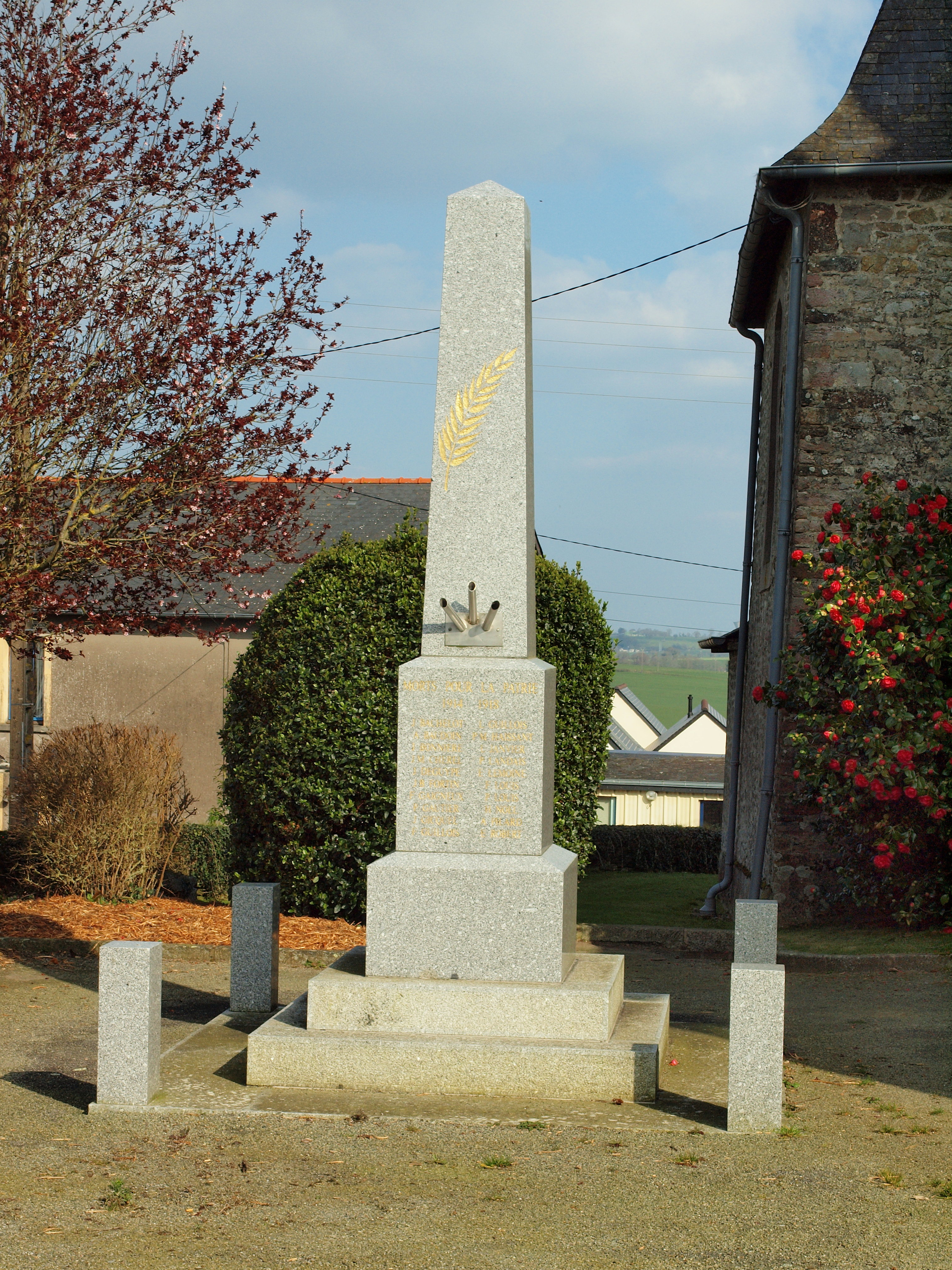
Gefallenendenkmal